# Tara (animal)
Tara es un género de arañas araneomorfas de la familia Salticidae. Se encuentra en Australia.

## Lista de especies
Según The World Spider Catalog 12.5::
- Sondra aurea (L. Koch, 1880)
- Sondra bickeli Zabka, 2002
- Sondra bifurcata Wanless, 1988
- Sondra brindlei Zabka, 2002
- Sondra bulburin Wanless, 1988
- Sondra convoluta Wanless, 1988
- Sondra damocles Wanless, 1988
- Sondra excepta Wanless, 1988
- Sondra finlayensis Wanless, 1988
- Sondra littoralis Wanless, 1988
- Sondra nepenthicola Wanless, 1988
- Sondra raveni Wanless, 1988
- Sondra samambrayi Zabka, 2002
- Sondra tristicula (Simon, 1909)
- Sondra variabilis Wanless, 1988